# Nesoryzomys fernandinae
Nesoryzomys fernandinae é uma espécie de roedor da família Cricetidae.
Apenas pode ser encontrada no Equador.
Os seus habitats naturais são: matagal árido tropical ou subtropical.